# Hossain Faraki
Hossain Faraki (Teheran, 22 marzo 1957) è un ex calciatore iraniano, di ruolo attaccante.

## Palmarès

### Giocatore

#### Competizioni nazionali
- Campionato iraniano: 2

PAS Teheran: 1976, 1977

### Allenatore

#### Competizioni nazionali
- Campionato iraniano: 2

Foolad: 2013-2014
Sepahan: 2014-2015